# École de management de Normandie
A École de management de Normandie é uma escola de comércio europeia com campus em Paris, Le Havre, Caen, Dublin e Oxford. Fundada em 1871.

## Descrição
A EM Normandie possui tripla acreditação: EPAS, EQUIS e AACSB. A escola possui cerca de 18.500 ex-alunos. 

## Campus
EM Normandie tem cinco campus três na França, um no Reino Unido e um na Irlanda: 

### Campus deLe Havre(França)
Foi criado em 1871. É o campus mais antigo. 
Le Havre se encontra na na região de Normandia, está a duas horas de Paris em trem. Seu porto é o segundo mais grande de França, depois de Marselha para tráfego total e o mais grande de França em termos de porto de contêineres.
O novo campus de Le Havre abriu em setembro de 2020, encontra-se no centro da metrópolis marítima. Construiu-se um novo prédio de 10 700 m2, aberto e futurista, oferecendo novos espaços de formação e de vida adaptados aos estudantes. Está adaptado para o "Twinning delivery", que permite aos profesores de dar aulas em forma presencial e ao mesmo tempo online.

### Campus deCaen(França)
Foi criado em 1987. 
Caen se encontra também na região de Normandia a duas horas de Paris. 
É o segundo campus mais importante depois do Le Havre. Em setembro de 2016, o campus se estendeu para receber uma mayor cantidad de estudantes.

### Campus deParis(França)
Foi criado em 2013.
Encontra-se no 16.º arrondissement de Paris. Recebe alunos de gradução e de pós-graduação. 

### Campus deOxford(Reino Unido)
Foi criado em 2014. 
O campus de Oxford divide os seus prédios con el City of Oxford College (Activate Learning), se encontra perto dos transportes públicos e do centro comercial Westgate Shopping Centre. Um café, uma cafeteria, um ginásio, uma biblioteca, salão de cabeleireiro e de beleza estão disponíveis no campus. Todos os corsos são em inglês. O prestigioso Mestrado Banking, Finance and FinTech é ensinado neste campus desde setembro de 2017.

### Campus deDublin(Irlanda)
Foi criado em 2017. 
O campus de Dublin se encontra perto do Centro financeiro. É o segundo campus no exterior. Todos os corsos são em inglês.

## Ambiente internacional
EM Normandie tem mais de 200 universidades associadas em mais de 60 países. Permite aos estudantes de poder ir de intercâmbio universitário um o dois semestres. 
Está associada por exemplo com: Facultades IBMEC, Pontifícia Universidade Católica do Paraná, Universidade Nova do Lisboa, Universidade do Porto,  Universidad Complutense, Nottingham Trent University, Nanyang Technological University, University of North Florida, KU Leuven, Universidad Diego Portales, Tecnologico de Monterrey, Politecnico di Milano. 
Além disso, com a sua presença no exterior com seus dois campus Oxford e Dublin, oferece a possibilidade aos estudantes de fazer o 100% do seus estudos em inglês. 

## Ex-alunos famosos
- Shonnead Dégremont (Graduada em 2018), fundadora de Petites Culottées.[13]
- Louis Haincourt (Graduado em 2018), fundador de Dealer de coque e cofundador de Mama Poké.[14]
- Vincent Porquet (Graduado em 2011), cofundador de Fizzer (postal).[15]
- Orelsan (Graduado em 2004), rapper francês.
- Patrick Bourdet (Graduado em 2003), dirigente de Areva Med e autor de Rien n'est joué d'avance publicado por Fayard.[16]
- Michael Ferrière (Graduado em 2002), cofundador de One Each.[17]
- Frédéric Daruty de Grandpré (Graduado em 1991), dirigente e director da publicação de 20 Minutes.[18]
- Michel Wolfovski (Graduado em 1982), diretor financeiro do Club Med.[19]
- Claude Changarnier (Graduado em 1982), ex-vicepresidente finanças y administração Microsoft internacional.[20]
- Frédérique Clavel (Graduada em 1981), dirigente da federação Les Pionnières e fundadora de Fincoah Le Hub.[21]
- Michel Langrand (Graduado em 1976), ex-dirigente de Velux France.[22]

## Programas
A EM Normandie possui mestrado em Administração e várias outras áreas, tais como Marketing, Finanças, Mídia, Recursos Humanos, Logística e Empreendedorismo.  

## Rankings
Em 2019, seu mestrado em Administração foi considerado como 74º do mundo pela Financial Times.